# Rigunda
Rigunda či Rigundis (asi 569? – po roce 589?) byla franská princezna, dcera merovejského krále Chilpericha I. a královny Fredegundy.
Rigunda byla nejstarší dítě a jediná zaznamenaná dcera Chilpericha I. a Fredegundy. Kolem roku 583 se zasnoubila s Rekkaredem, nejstarším synem Leovigilda, krále Vizigotů. V září 584 byla vyslána do Hispánie v konvoji s velkým pokladem, který byl jejím věnem. Během cesty král Chilperich zemřel a vojáci doprovázející princeznu vzali vše, co mohli ukrást, a uprchli. V Toulouse se vévoda Didier zmocnil zbytku pokladu. Princezna byla své matce Fredegundě vrácena v roce 585.
Vedle matky v následujících letech vedla život považovaný za zhýralý. Často se s matkou hádala, obviňovala ji z cizoložství a snažila se získat nadvládu pro sebe, což obě ženy znesvářilo natolik, že se Fredegunda v roce 589 pokusila svou dceru zabít. Pod záminkou velkodušnosti ji Fredegunda vzala ke královské pokladně. Když Fredegunda otevřela velikou pokladnici předstírala únavu a proto požádala Rigundu, aby pro ní z pokladny vybrala vhodný šperk. Když se Rigunda sklonila do pokladnice, tak nad ní Fredegunda zavřela velké a těžké víko pokladnice. Kdyby naříkající Rigundě nepřispěchalo služebníctvo na pomoc, patrně by ji matka zavraždila. Řehoř s Tours poznamenal, že jejich nepřátelství po tomto aktu bylo ještě větší, neustále hádky a boje pokračovaly, především kvůli cizoložství, ze kterého Rigunda vinila svou matku.
Pokus o její vraždu je posledním datovaným zdrojem z jejího života. Datum jejího úmrtí není známé.